# Yamadaella australis
Yamadaella australis, vrsta crvenih algi iz porodice Yamadaellaceae. Otkrivena je i opisana prvi puta 2018. godine uz obale Zapadne Australije, kod otoka White